# NGC 7688
NGC 7688 је лентикуларна галаксија у сазвежђу Пегаз која се налази на NGC листи објеката дубоког неба.
Деклинација објекта је + 21° 24' 43" а ректасцензија 23h 31m 5,4s. Привидна величина (магнитуда) објекта NGC 7688 износи 14,5 а фотографска магнитуда 15,5. NGC 7688 је још познат и под ознакама CGCG 455-4, CGCG 454-80, KAZ 340, NPM1G +21.0593, PGC 71648.